# Malen (België)
Malen (Frans: Mélin, Waals: Mélin-el-Hesbaye) is een dorp in de Belgische provincie Waals-Brabant en een deelgemeente van Geldenaken. Tot 1 januari 1977 was het een zelfstandige gemeente. Het is erkend als een van de mooiste dorpen van Wallonië. In alle gebouwen is de lokale Gobertangesteen gebruikt, soms aangevuld met baksteen. Schachten van oude steengroeven liggen overal verspreid. Het dorp is niet ver verwijderd van de militaire Vliegbasis Bevekom.

## Economie
Malen telde in de 19e eeuw een vijftigtal bedrijven die actief waren met het voortbrengen van de natuursteen van Gobertange. Op dit ogenblik is nog maar een bedrijf actief dat enkel nog stenen voor de restauratie van oude gebouwen voortbrengt.

## Bezienswaardigheden
- De Onze-Lieve-Vrouw-Bezoekingskerk (Église Notre-Dame de la Visitation) is  een classicistisch kerkgebouw van 1771-1780. De toren werd in 1839 gerestaureerd met Gobertangesteen.
- De Maria Magdalenakapel (Chapelle Sainte-Marie-Madeleine) is een laatgotische kapel van de 15e en 16e eeuw.
- De Sint-Antoniuskapel (Chapelle Saint-Antoine) is een 16e-eeuwse veldkapel, uitgevoerd in Gobertangesteen en bakstenen.
- De pachthoeve "la Cense du Seigneur".

## Natuur en landschap
In het nabijgelegen gehucht Gobertange wordt de Gobertangesteen, een zandsteensoort, gewonnen. De hoogte aan de kerk is 107 meter.

## Demografische ontwikkeling
- Bronnen:NIS, Opm:1831 tot en met 1970=volkstellingen, 1976= inwonersaantal op 31 december

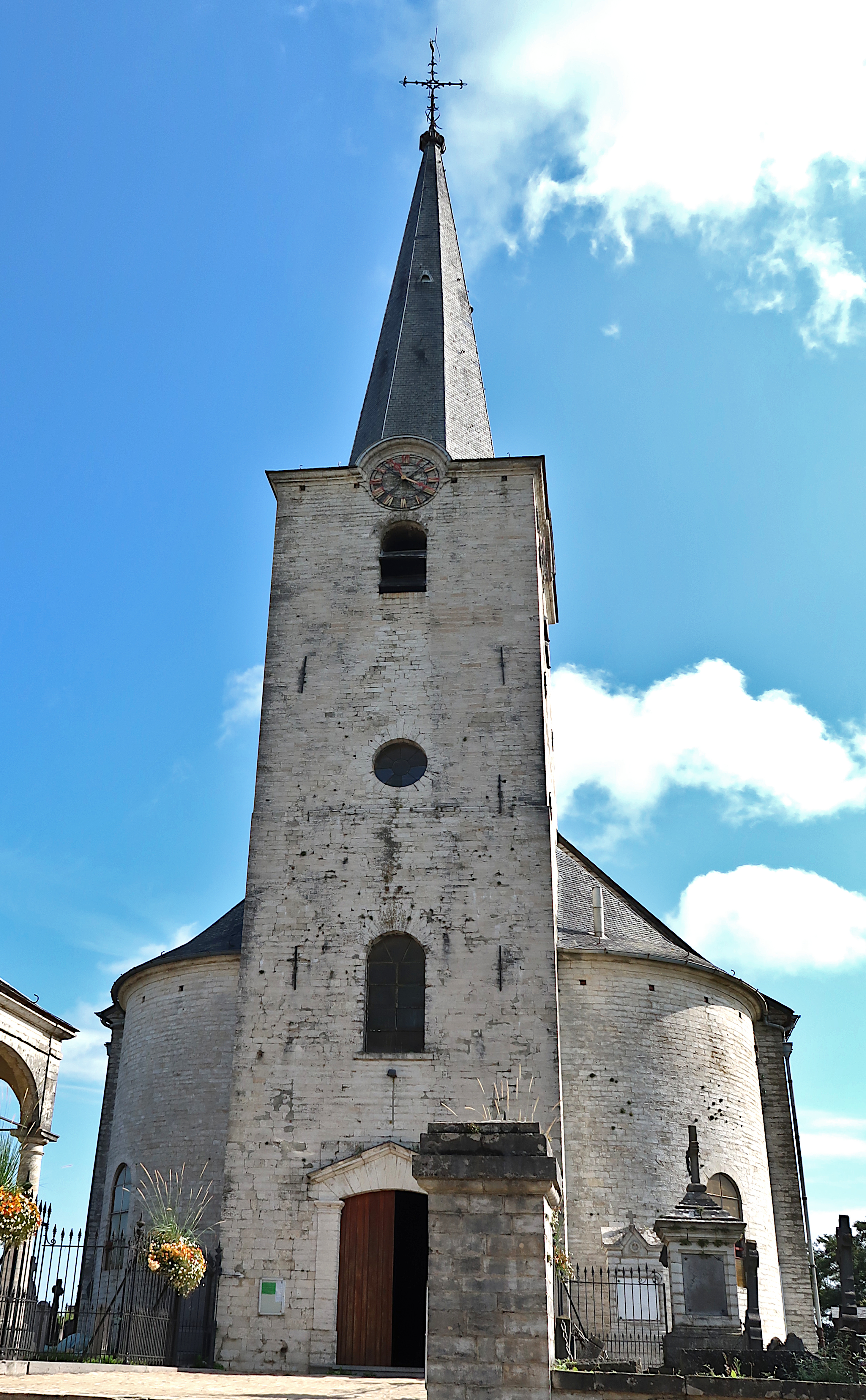
De kerk Eglise Notre-Dame de la Visitation
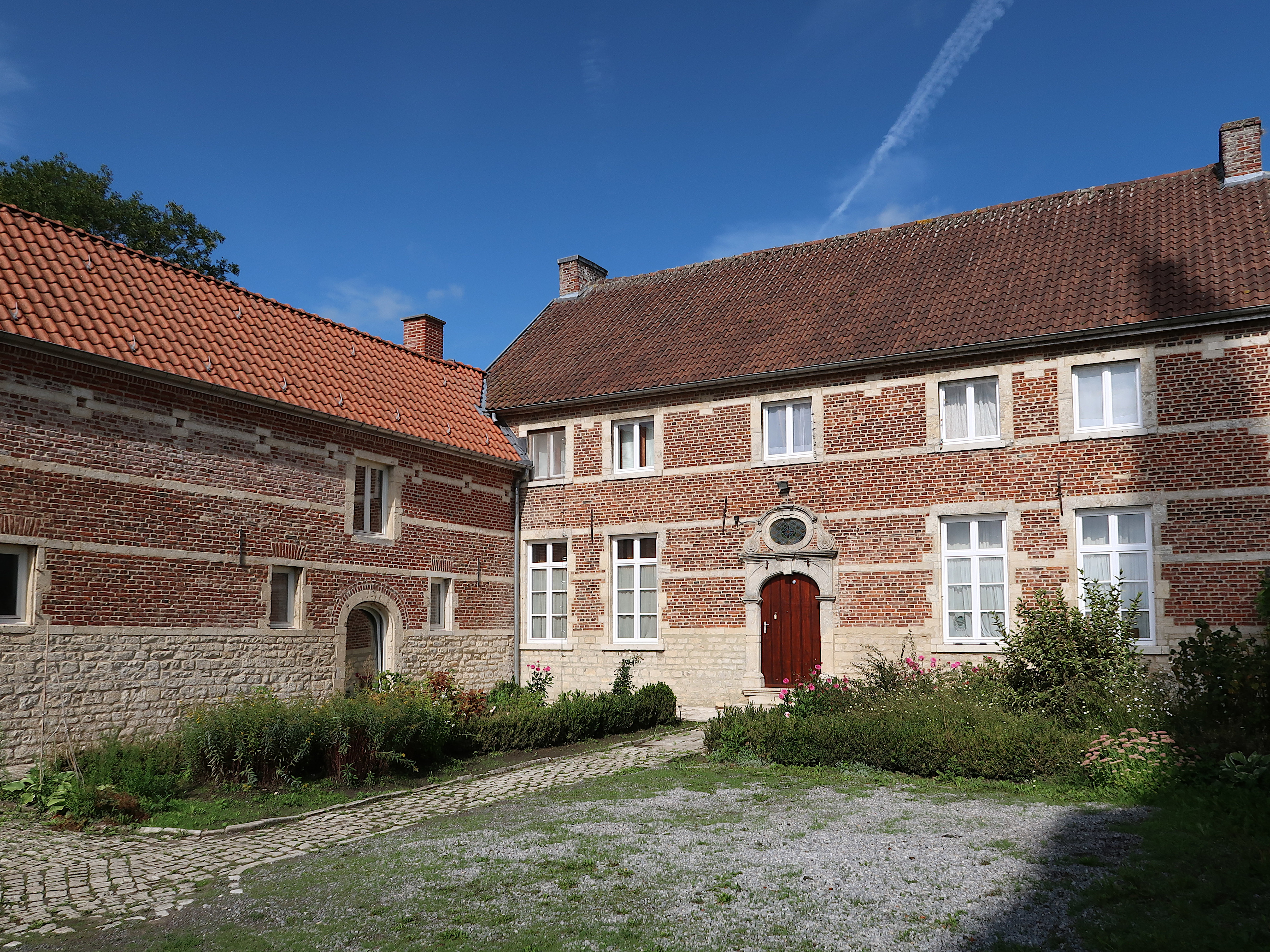
De Pastorie
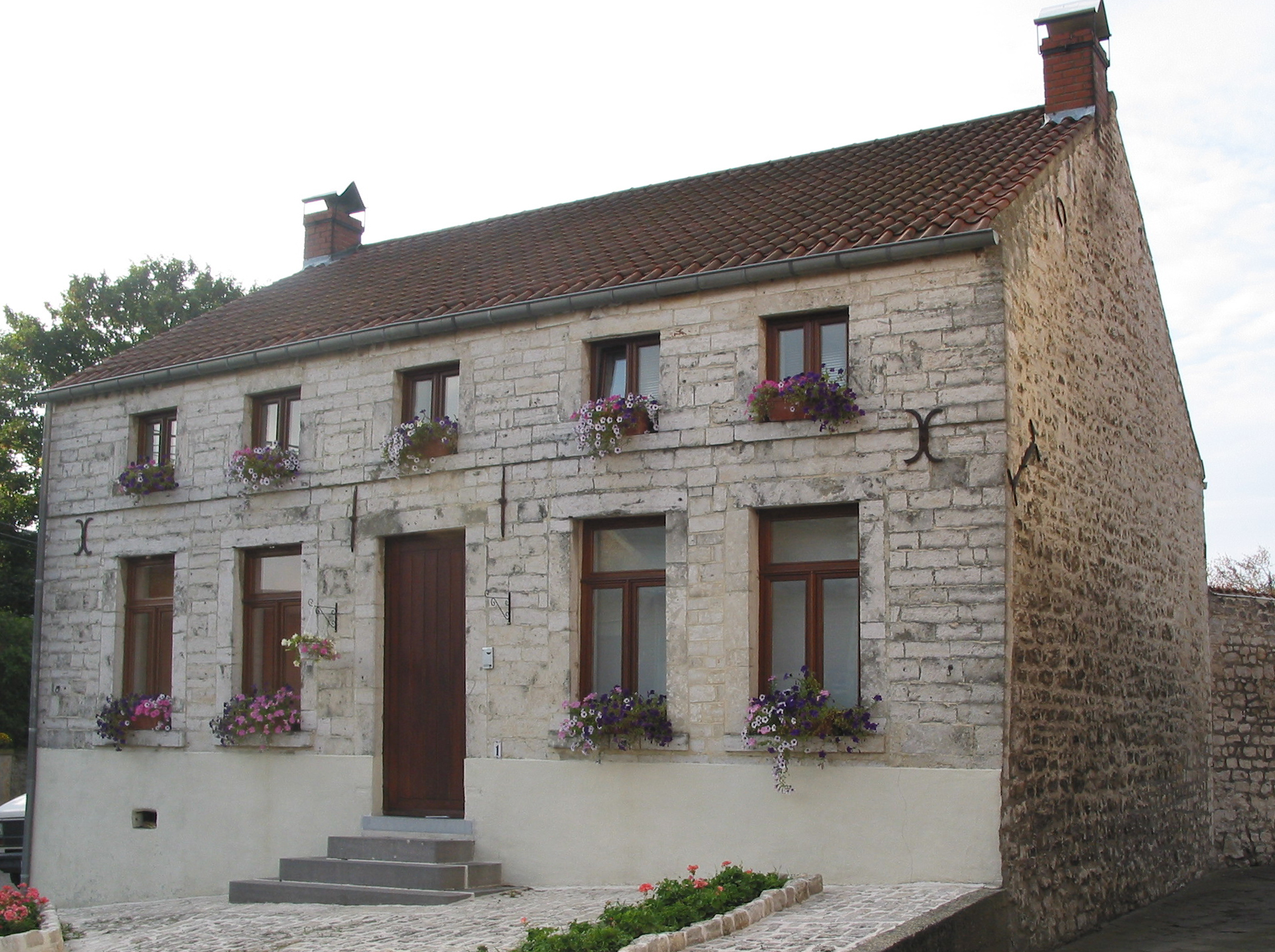
Huis in witte Gobertangesteen
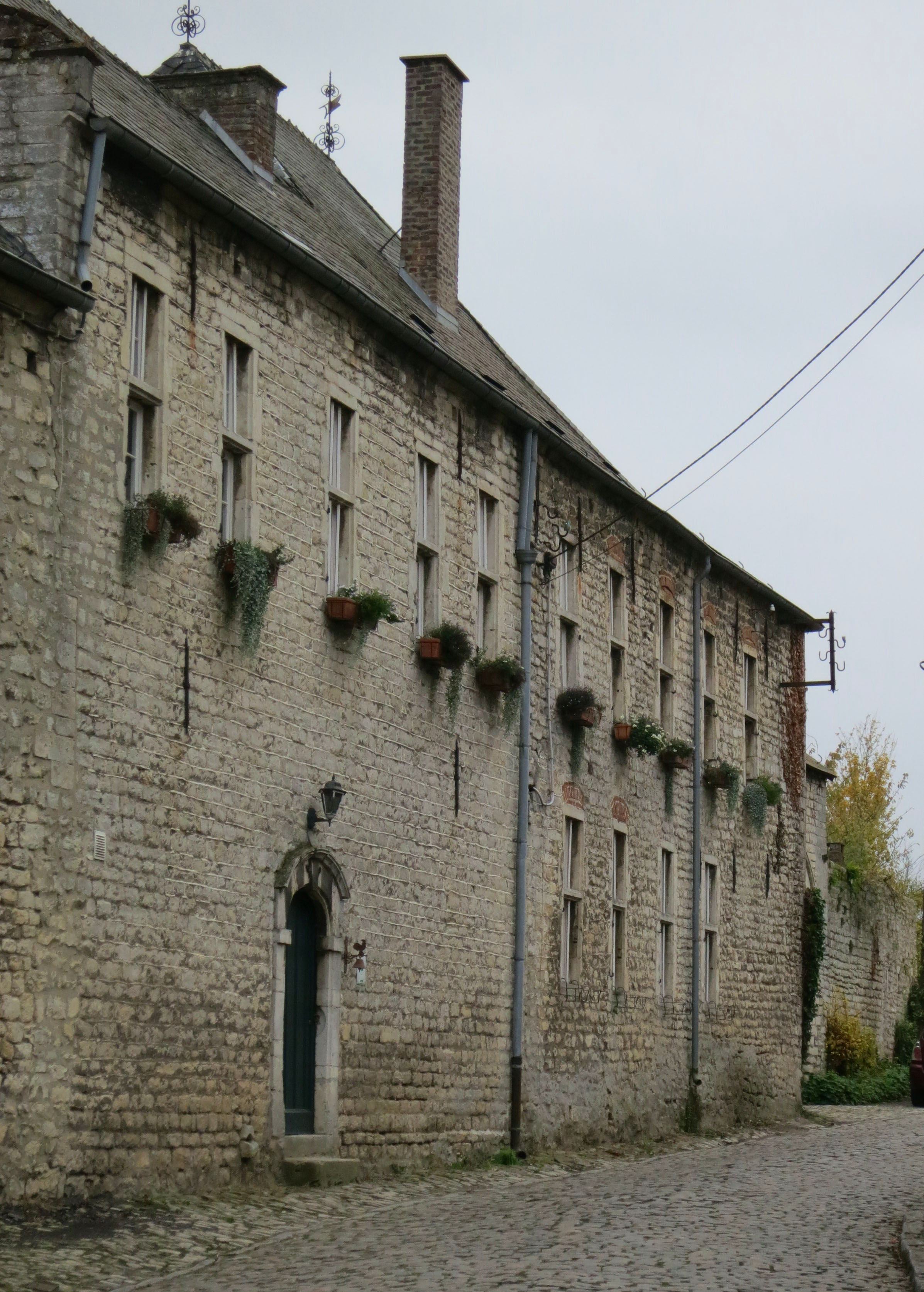
La Cense du Seigneur
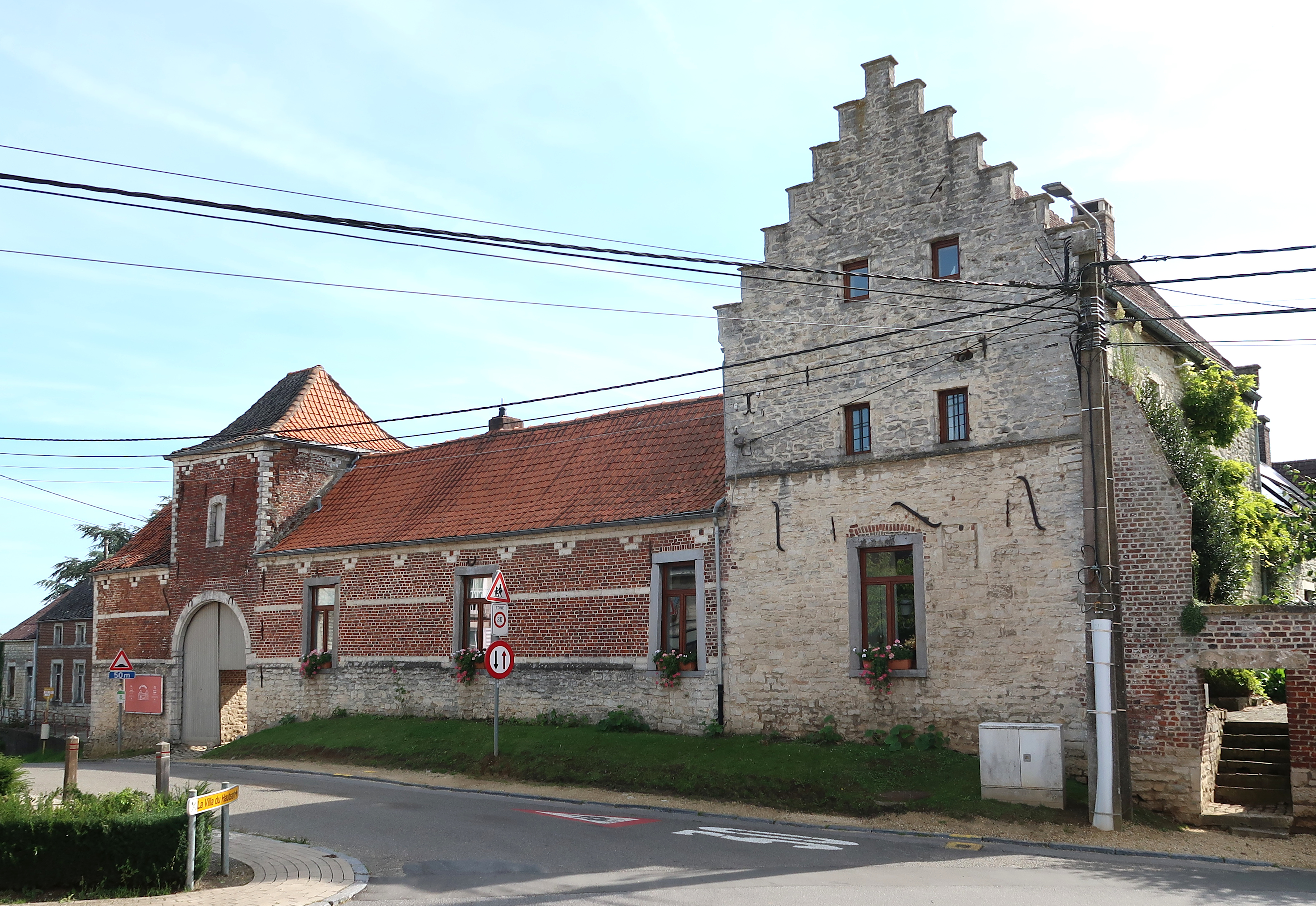
Hoeve Fortemps
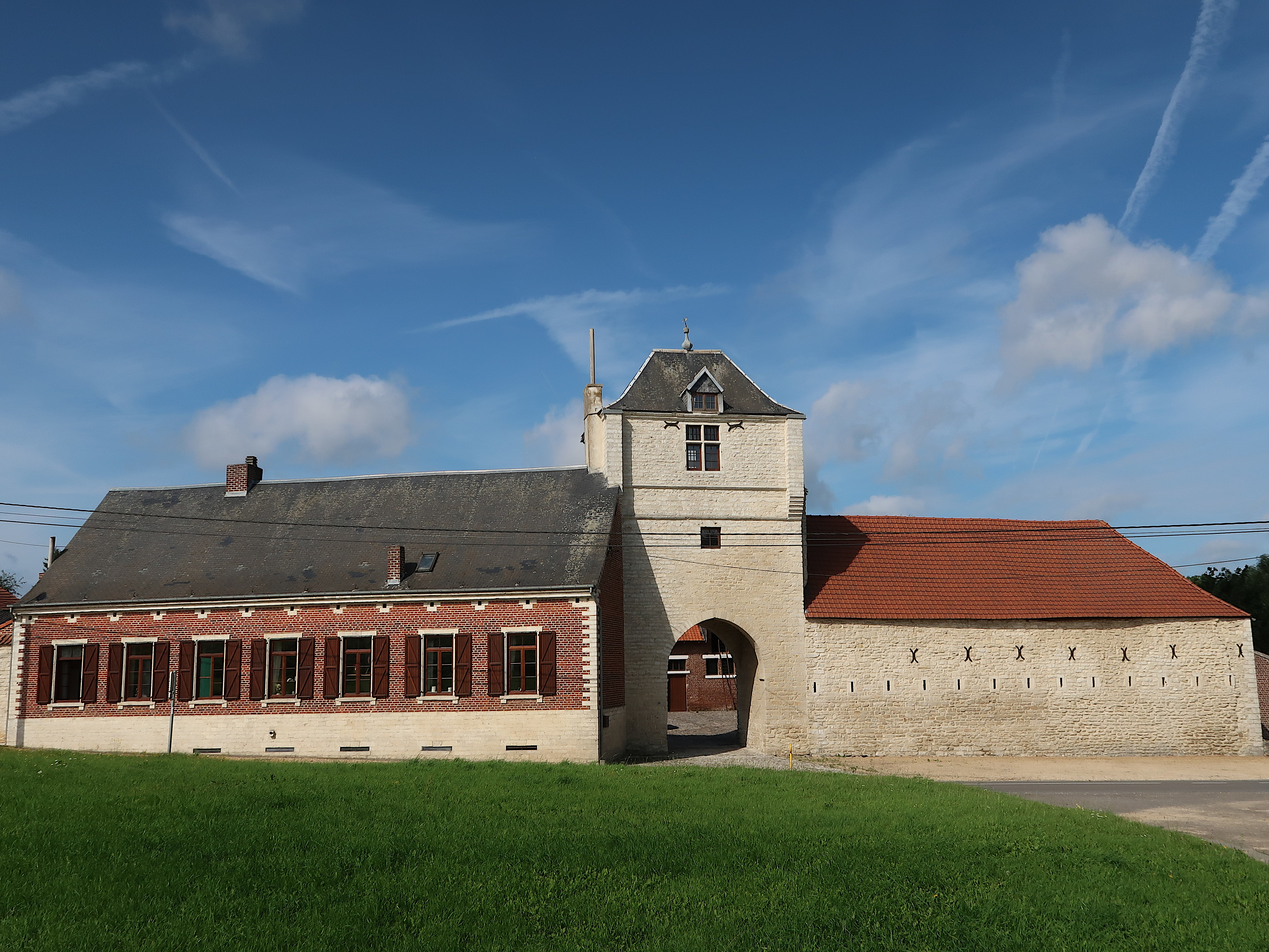
Hoeve van la Hesserée

## Trivia
In 2013 vonden in Malen de opnames voor de Nederlandse speelfilm Oorlogsgeheimen plaats.

## Nabijgelegen kernen
Piétrebais, L'Écluse, Saint-Remy-Geest, Lathuy
Deelgemeenten: Dongelberg · Geldenaken · Jauchelette · Lathuy · Malen · Opgeldenaken · Petrem · Sint-Jans-Geest · Sint-Remigius-Geest · Zittert-Lummen

Overige dorpen en gehuchten: Brocui · Genville · Gobertange · Herbais · Maison du Bois · Molembais-Saint-Josse · Piétremeau · Sint-Maria-Geest · Sart-Mélin

Belgische gemeenten · Arrondissement Nijvel · Waals-Brabant · Wallonië